# Gilera Bullit
Il Gilera Bullit è un ciclomotore prodotto dalla Gilera dal 1990 al 1993 nelle versioni Bullit 50 a.e, Bullit 50 Mix a.e e Bullit 50 Mix a.e. Replica.

## Storia
Venne introdotto nel giugno del 1990 e durante i vari anni di commercializzazione, fu venduto con un prezzo compreso fra i 2.500.000 di lire (per la versione base) ed i 3.000.000 di lire (per la versione dotata di solo avviamento elettrico e miscelatore automatico olio-benzina).
Fra i diversi accessori after-market (non originali) erano disponibili il bauletto da 26L ed il cavalletto laterale.
Il cambio era limitato a sole tre marce per obbligo di legge, ma grazie all'apposita predisposizione, era possibile, con un rapido intervento, disporre della 4ª marcia (semplicemente sbloccandola negli esemplari della prima produzione, oppure aggiungendo l'apposito kit Gilera con ingranaggio per gli esemplari successivi). Il motore era inizialmente prodotto direttamente dalla Gilera nello stabilimento di Arcore, su progetto e disegno proprio, ed era molto apprezzato per la sua affidabilità e le prestazioni (soprattutto se sbloccato dalla strozzatura imposta dalla normativa dell'epoca); dopo i primi anni la produzione del motore è stata trasferita alla Morini, mantenendo però il progetto iniziale di Gilera.
Il suo concorrente diretto era il Malaguti Fifty, ma le soluzioni tecniche del Gilera Bullit erano universalmente più apprezzabili: nel dettaglio un disco del freno anteriore più generoso sempre su impianto di marca Grimeca, un telaio bitrave scatolato, diametro forcelle anteriori maggiore ed in particolare la presenza di un mono braccio al posteriore, soluzione all'epoca molto rara da trovare su un ciclomotore 50 e normalmente destinata a motocicli ben più performanti.
La strumentazione del Gilera Bullit, ricca per la sua categoria, era la medesima per i vari allestimenti e comprendeva tachimetro con fondoscala a 100 km/h, contachilometri totale, contagiri con fondoscala a 12.000 rpm, spia folle, spia frecce, spia surriscaldamento liquido refrigerante e spia livello olio miscelatore. Non era presente su nessun modello la spia del carburante in quanto era prevista la classica chiavetta di arresto posta sul lato sinistro con posizioni on, off e riserva.